# Пам'ятки археології Борівського району
У Борівському районі Харківської області на обліку перебуває 66 пам'яток археології.
| № з/п | Охоронний № | Місцезнаходження об'єкту                                                                                   | Назва об'єкту                                                                                         | Дослідник, рік обстеження                                                                          | Розміри              | Кат     | Рішення Харківського ОВК, накази УКіТ | Охоронна зона: розміри, Рішення Харківського ОВК, накази УКіТ |
| ----- | ----------- | --- | --- | -------------------------------------------------------------------------------------------------- | -------------------- | ------- | ------------------------------------- | ------------------------------------------------------------- |
| 1.    | 499         | смт. Борова Борівської сел/р, вул. Миру проти школи                                                        | Кургани. 3.III тис. до н.е. – I тис. н.е.                                                             | Багалій Д.І., історик. 1905р.                                                                      | Вис. 1,5-2,0 м       | Місцева | №61 від 25.01.72р.                    | 50 м. №33 від 23.01.84р                                       |
| 2.    | 500         | смт. Борова, вул. Першотравнева                                                                            | Кургани. 2.III тис. до н.е. – I тис. н.е.                                                             | -<<-                                                                                               | Вис 2,5-3,0 м        | -<<-    | -<<-                                  | 50 м. №33 від 23.01.84р                                       |
| 3.    | 2524        | с. Бахтин Горохуватської с/р                                                                               | Кургани. 38.III тис. до н.е. – I тис. н.е.                                                            | Шрамко Б.А. та інші.1977рБакуменко К.І.,.2003р.                                                    | Вис. 0,5-2,5 м       | -<<-    | №975 від 18.09.97р.                   |                                                               |
| 4.    | 496         | с. Богуславка Богуславської с/р.(колишнє Олександрія), на околиці берегової тераси лівого берега р. Оскіл  | Поселення двошарове: доби неоліту та енеоліту. Кін. V-IV тис. до н.е., 2-га пол. III тис. до н.е.     | Телегін Д.І., 1955р.                                                                               | Площа 50х15 м        | -<<-    | №61 від 25.01.72р.                    | 50м.№ 197 від 16.04.84р.                                      |
| 5.    | 2523        | с. Богуславка Богуславської с/р                                                                            | Поселення салтівської культури.VIII-X ст. н.е.                                                        | Сібільов М.В., археолог. 1923р.                                                                    | Площа 5,0 га         | -<<-    | №975 від 18.09.97р                    |                                                               |
| 6.    | 2226        | с. Вище Солоне Вищесолоненської с/р                                                                        | Кургани. 9.III тис. до н.е. – I тис. н.е.                                                             | Шрамко Б.А. та інші.1977рБакуменко К.І.,.2003р.                                                    | Вис. 0,5-1,5 м       | -<<-    | №183 від 20.04.87р.                   | 50м. № 184 від 20.04.87р.                                     |
| 7.    | 2227        | с. Гаврилівка Підвисочанської с/р                                                                          | Кургани. 6.III тис. до н.е. – I тис. н.е.                                                             | -<<-                                                                                               | Вис. 1,0-3,5 м       | -<<-    | -<<-                                  | 50м. № 184 від 20.04.87р.                                     |
| 8.    | 495         | с. Голубівка Горохуватської с/р, на околиці села біля балки Григорів яр                                    | Поселення салтівської культури. VIII-IX ст. н.е.                                                      | Ляпушкін І.І. 1947р.                                                                               | Площа 500х130 м      | -<<-    | №61 від 25.01.72р.                    | 50м.№ 197 від 16.04.84р.                                      |
| 9.    | 2107        | с. Горохуватка Горохуватської с/р                                                                          | Городище салтівської культури.VIII-X ст. н.е.                                                         | Багалій Д.І., історик.1905р.                                                                       | Площа 100х80 м       | -<<-    | №118 від 17.03.86р.                   | 50м. № 184 від 20.04.87р.                                     |
| 10.   | 2108        | с. Горохуватка Горохуватської с/р                                                                          | Поселення салтівської культури. VIII-X ст. н.е.                                                       | Міхеєв В.К. 1961р.                                                                                 | Площа не встановлена | -<<-    | -<<-                                  | 50м. № 184 від 20.04.87р.                                     |
| 11.   | 2109        | с. Ізюмське, Ізюмської с/р                                                                                 | Кургани. 23.III тис. до н.е. – I тис. н.е.                                                            | Шрамко Б.А. та інші.1977рБакуменко К.І., 2003р.                                                    | Вис. 0,5-2,0 м       | -<<-    | -<<-                                  | 50м. № 184 від 20.04.87р.                                     |
| 12.   | 2304        | с. Ізюмське на землях Чернещинської с/р                                                                    | Кургани. 2.III тис. до н.е. – I тис. н.е.                                                             | -<<-                                                                                               | Вис. 0,5-2,0 м       | -<<-    | №161 від 18.04.88р.                   | 10 м. Наказ УКіТ №19 від 17.02.2005р.                         |
| 13.   | 2525        | с. Калинове Підвисочанської с/р                                                                            | Кургани. 6.III тис. до н.е. – I тис. н.е.                                                             | -<<-                                                                                               | Вис. 0,6-3,0 м       | -<<-    | №975 від 18.09.97р.                   |                                                               |
| 14.   | 2228        | с. Копанки Першотравневої с/р                                                                              | Кургани. 16.III тис. до н.е. – I тис. н.е.                                                            | -<<-                                                                                               | Вис. 0,5-3,0 м       | -<<-    | №183 від 20.04.87р.                   | 50м. № 184 від 20.04.87р.                                     |
| 15.   | 2526        | с. Новосергіївка Чернещинської с/р                                                                         | Кургани. 5.III тис. до н.е. – I тис. н.е.                                                             | -<<-                                                                                               | Вис. 0,8-1,8 м       | -<<-    | №975 від 18.09.97р.                   |                                                               |
| 16.   | 2305        | с. Ольгівка Ізюмської с/р                                                                                  | Кургани. 7.III тис. до н.е. – I тис. н.е.                                                             | -<<-                                                                                               | Вис. 0,5-3,0 м       | -<<-    | №161 від 18.04.88р                    | 10 м. Наказ УКіТ №19 від 17.02.2005р.                         |
| 17.   | 2527        | с. Підвисоке Підвисочанської с/р                                                                           | Кургани. 19.III тис. до н.е. – I тис. н.е.                                                            | -<<-                                                                                               | Вис. 0,5-2,2 м       | -<<-    | №975 від 18.09.97р.                   |                                                               |
| 18.   | 497         | с. Підлиман Підлиманської с/р, на півн-зах околиці села, в урочищі Малієве                                 | Поселення двошарове: епохи бронзи та салтівсь-кої культури. 2-га пол II тис. до н.е., VIII-X ст. н.е. | Шрамко Б.А., д.і.н. 1956р.                                                                         | Площа 100х50 м       | -<<-    | №61 від 25.01.72р.                    | 50м.№ 197 від 16.04.84р.                                      |
| 19.   | 498         | с. ПідлиманПідлиманської с/р                                                                               | Кургани. 2.III тис. до н.е. – I тис. н.е.                                                             | Багалій Д.І., історик. 1905р.Бакуменко К.І., зав. сектором охорони пам’яток археології ХІМ. 2003р. | Вис. 0,5-1,7 м       | -<<-    | -<<-                                  | 50 м. №33 від 23.01.84р                                       |
| 20.   | 2229        | с. Піски-Радьківські Піско-Радьківської с/р                                                                | Кургани. 37.III тис. до н.е. – I тис. н.е.                                                            | Шрамко Б.А. та інші.1977рБакуменко К.І., зав. сектором охорони пам’яток археології ХІМ. 2003р.     | Вис. 0,5-3,5 м       | -<<-    | №183 від 20.04.87р.                   | 50м. № 184 від 20.04.87р.                                     |
| 21.   | 494         | с. Піски-Радьківські Піско-Радьківської с/р, на під-зах околиці села                                       | Поселення епохи бронзи.                                                                               | 1956р.                                                                                             | Не встановлена       | -<<-    | №61 від 25.01.72р.                    | 50м.№ 197 від 16.04.84р.                                      |
| 22.   | 2528        | Колишнє с. Помилуйківка, 2 км на південний схід від с. Піски Радьківські                                   | Кургани. 6.III тис. до н.е. – I тис. н.е.                                                             | -<<-                                                                                               | Вис. 1,2-7,0 м       | -<<-    | №975 від 18.09.97р.                   |                                                               |
| 23.   | 2529        | с. Чернещина Чернещинської с/р                                                                             | Кургани. 17.III тис. до н.е. – I тис. н.е.                                                            | -<<-                                                                                               | Вис. 0,2-3,5 м       | -<<-    | -<<-                                  |                                                               |
| 24.   | 2530        | с. Ясинувате Підвисочанської с/р                                                                           | Кургани. 10.III тис. до н.е. – I тис. н.е.                                                            | -<<-                                                                                               | Вис. 0,5-2,5 м       | -<<-    | -<<-                                  |                                                               |
| 25.   |             | с. Андріївка Ізюмської с/ради. 6 курганів, розташовані на південний захід та північний схід від села       | Кургани                                                                                               | Бакуменко К.І., ст. науков. співроб. ХНМЦОКС, III тис. до н.е. – I тис. н.е.                       | вис. 0,6-1,2 м       | Об’єкт  | Наказ УКіТ № 25 від 02.03.05р.        |                                                               |
| 26.   |             | с. Богуславка Богуславської с/ради. 11 курганів м, розташовані на схід, північний схід та південь від села | – << –                                                                                                | – << –                                                                                             | вис. 0,7-1,8         | Об’єкт  | Наказ УКіТ № 25 від 02.03.05р.        |                                                               |
| 27.   |             | с. Борівська Андріївка Першотравневої с/ради. 3 кургани, розташовані за 3 км на північ від села            | – << –                                                                                                | – << –                                                                                             | вис. 1,5-2,0 м       | Об’єкт  | Наказ УКіТ № 25 від 02.03.05р.        |                                                               |
| 28.   |             | смт. Борова Борівської сел/ради. 62 кургани, розташовані навколо селища                                    | – << –                                                                                                | – << –                                                                                             | вис. 0,5-2,2 м       | Об’єкт  | Наказ УКіТ № 25 від 02.03.05р.        |                                                               |
| 29.   |             | с. Глущенкове Ізюмської с/ради. 8 курганів, розташовані на захід від села за 1 – 2 км                      | – << –                                                                                                | – << –                                                                                             | вис. 0,6-2,2 м       | Об’єкт  | Наказ УКіТ № 25 від 02.03.05р.        |                                                               |
| 30.   |             | с. Горохуватка Горохуватської с/ради. 21 курган, розташовані на захід від села                             | – << –                                                                                                | – << –                                                                                             | вис. 0,5-2,0 м       | Об’єкт  | Наказ УКіТ № 25 від 02.03.05р.        |                                                               |
| 31.   |             | с. Дружелюбівка Ізюмської с/ради. 4 кургани, розташовані на північ та південний схід від села              | – << –                                                                                                | – << –                                                                                             | вис. 1,0-1,5 м       | Об’єкт  | Наказ УКіТ № 25 від 02.03.05р.        |                                                               |
| 32.   |             | с. Загризове Богуславської с/ради. 7 курганів, розташовані на південь та південний схід від села           | – << –                                                                                                | – << –                                                                                             | вис. 1,0-3,0 м       | Об’єкт  | Наказ УКіТ № 25 від 02.03.05р.        |                                                               |
| 33.   |             | с. Лозова Богуславської с/ради. 9 курганів, розташовані на північ, захід та південь від села               | – << –                                                                                                | – << –                                                                                             | вис. 0,5-2,0 м       | Об’єкт  | Наказ УКіТ № 25 від 02.03.05р.        |                                                               |
| 34.   |             | с. Нижня Журавка Підлиманської с/ради. 9 курганів, розташовані на схід від села                            | – << –                                                                                                | – << –                                                                                             | вис. 0,5-1,5 м       | Об’єкт  | Наказ УКіТ № 25 від 02.03.05р.        |                                                               |
| 35.   |             | с. Нижче Солоне Вищесолоненської с/ради. 16 курганів, розташовані на північ та на південь від села         | – << –                                                                                                | – << –                                                                                             | вис. 0,5-2,5 м       | Об’єкт  | Наказ УКіТ № 25 від 02.03.05р.        |                                                               |
| 36.   |             | с. Нова Кругляковка Богуславської с/ради. 14 курганів, розташовані на північ та схід від села              | – << –                                                                                                | – << –                                                                                             | вис. 0,6-2,0 м       | Об’єкт  | Наказ УКіТ № 25 від 02.03.05р.        |                                                               |
| 37.   |             | с. Новоплатонівка Борівської сел/ради. 28 курганів, розташовані на південь та схід від села                | – << –                                                                                                | – << –                                                                                             | вис. 0,5-2,0 м       | Об’єкт  | Наказ УКіТ № 25 від 02.03.05р.        |                                                               |
| 38.   |             | с. Першотравневе Першотравневої с/ради. 3 кургани, розташовані 1 км на північний схід від села             | – << –                                                                                                | – << –                                                                                             | вис. 1,2-1,8 м       | Об’єкт  | Наказ УКіТ № 25 від 02.03.05р.        |                                                               |
| 39.   |             | с. Шийківка Борівської сел/ради. 8 курганів, розташовані на північ та південь від села                     | – << –                                                                                                | – << –                                                                                             | вис. 0,5-2,0 м       | Об’єкт  | Наказ УКіТ № 25 від 02.03.05р.        |                                                               |
|       |             | | | |                      |         |                                       |                                                               |

## Джерело
Лист Харківської Облдержадміністрації на запит ВМ УА від 28 березня 2012. Файли доступні на сайті конкурсу WLM.